# REISinformatiegroep B.V.
REISinformatiegroep B.V., bij het publiek bekend als 9292, is een bedrijf gevestigd in Utrecht dat zich bezighoudt met het verzamelen, bewerken en verstrekken van reisinformatie voor het openbaar vervoer in Nederland. 9292 biedt reisadviezen voor alle vervoersmiddelen in het openbaar vervoer in Nederland. Hieronder vallen bussen, treinen, trams, metro’s en watertaxi’s. Hierbij worden de actuele dienstregelingen getoond van alle openbaarvervoerbedrijven in Nederland. Het biedt ook  de dienstregelingen van rederijen naar Texel, Vlieland, Schiermonnikoog, Ameland en Terschelling aan. Sinds eind 2020 worden er ook e-tickets verkocht om te reizen met het ov. 
De omzet bedroeg in 2016 7,5 miljoen euro. De meeste inkomsten worden gevormd door de vaste jaarbijdrage, die jaarlijks wordt betaald door deelnemende openbaarvervoerbedrijven. Andere inkomsten zijn die uit telefonische reisinformatie, zakelijke producten en reclame. Het bedrijf verstrekte in 2016 ruim 700 miljoen reisadviezen via telefoon, (mobiel) internet en sites van derden, zoals via NS.nl en ANWB.nl. In totaal verstrekte 9292 in 2021 ruim 4,5 miljard reisadviezen. 

## Geschiedenis
In november 1991 werd het bedrijf OV Reisinformatie VOF opgericht als een samenwerkingsverband van alle OV-bedrijven in Nederland. Op 31 mei 1992 nam het een landelijke reisinformatienummer 06-9292 in gebruik. De gedachte hierachter was: wanneer men zijn route van deur tot deur makkelijk kan uitstippelen, dan stijgt het gebruik van het openbaar vervoer. Tot die tijd gaf iedere vervoerder individueel reisadvies over de eigen dienstregeling via hun eigen kanalen. 9292 bundelde deze informatie samen waarmee een compleet reisadvies voor reizigers werd gecreëerd. 
In 1997 werd het telefoonnummer 06-9292 in het huidige 0900-9292 gewijzigd. Vanaf 15 mei 1998 werd het mogelijk ov-reisadviezen van adres naar adres op te vragen via internet, op de website www.ovr.nl. 
In 1999 begon men geld te vragen voor het gebruik van de internetsite (men moest inbellen via een betaalnummer, via het Switchpoint systeem). De vraag liep zodanig terug dat het na een jaar weer gratis werd gemaakt.
Op 17 mei 2000 werd een vernieuwde website ov9292.nl gelanceerd. De ondernemingsvorm van het bedrijf wijzigde van een VOF in een BV. Ook de naam veranderde van OV Reisinformatie naar REISinformatiegroep.
In de daaropvolgende jaren werden er moderniseringen doorgevoerd en nieuwe functies aan de informatievoorziening toegevoegd. Ook werd de informatie via mobiel internet beschikbaar gesteld en werden apps voor iPhone, Windows Phone en Android geïntroduceerd.
Doordat mensen steeds beter worden in het opvragen van reisinformatie via internet, blijven de reisadviezen groeien en wordt de telefoonlijn van 9292 minder gebruikt. Toch wordt de telefoon met regelmaat gebruikt door mensen die telefonische hulp behoeven bij het opvragen van reisinformatie. De afhandeling van telefonische aanvragen is uitbesteed aan een callcenter.

## E-tickets
Sinds december 2020 is het mogelijk om e-tickets te kopen bij 9292. Hierbij krijgen reizigers de mogelijkheid om voor hun hele reis een ticket te kopen. De functie wordt aangeboden voor iedereen die een eenmalig ticket wil kopen voor een reis. Deze e-tickets zijn enkel te koop in de app van 9292 en zijn te betalen met iDEAL of creditcard. Na een succesvolle betaling wordt het e-ticket direct zichtbaar in de app en kan het ticket als geldig vervoerbewijs tijdens de hele reis gebruikt worden.

## Deelvervoer
Sinds 2020 is het mogelijk om deelvervoer onderdeel uit te laten maken van een geplande reis in de 9292 app. Hiermee worden huurfietsen, elektrische huurfietsen en huurscooters bedoeld. Reizigers kunnen hierbij in de app kiezen om hun reis te starten of eindigen met deelvervoer. Wanneer dit als start- of eindigingsoptie gebruikt wordt, plant 9292 automatisch de gewenste reis. 

## 9292.nl
Op 11 december 2011 verdween de afkorting "ov" uit de naam van de website en werd 9292.nl officieel in het leven geroepen. Sinds die tijd zijn er verschillende nieuwe functies toegevoegd aan de website. De site geeft ook informatie over de kosten van de reis, informatie voor studenten, informatie over abonnementen en andere zaken.

## 9292 app
De 9292 app is het hoofdkanaal geworden van 9292. De app wordt steeds populairder en veel vaker gebruikt voor reisadviezen dan de website. De app biedt verschillende functies die de website (nog) niet aanbiedt. Een voorbeeld hiervan is het starten of eindigen van een reis met een specifiek vervoermiddel als de (huur)fiets of (huur)scooter. 
Net zoals de website heeft de app ook verschillende veranderingen meegemaakt. Zo is in 2020 een nieuwe versie van de 9292 app gelanceerd, is het mogelijk geworden om via andere vervoersmiddelen een reis te starten of te eindigen en kunnen er e-tickets aangeschaft worden.